# Долина Троянд
Доли́на Троя́нд — парк-пам'ятка садово-паркового мистецтва в Україні розміщений неподалік від центральної частини міста Черкаси, при вулиці Гагаріна, на березі Кременчуцького водосховища, від якого відгороджений лісосмугою. Поруч з парком розміщений меморіальний комплекс Пагорб Слави. 

## Опис
Площа 4,3 га. Перебуває у віданні КП «Дирекція парків» (Черкаська міська рада). 
У парку є декілька фонтанів з міні-озерами, облаштовані алеї з лавочками та ліхтарями, а також невеликий пляж на березі Дніпра. У 2012 році в парку збудований сонячний годинник у вигляді журавля та дванадцяти металевих кованих стільців. «Долина Троянд» традиційно використовується для святкування дня міста. Тут у липні 2019 року відбувся уже ХІ етнічний фестиваль «Трипільські зорі». На основній сцені цього фестивалю виступали такі музичні гурти як «Євшан зілля», «Сонце в кишені», «Астарта і Діля», «The ВЙО» та  інші.
Планується облаштувати з боку водосховища пірс, який дозволить відпочивальникам підійти прямо до води. У планах міської влади існує проект перетворення «Долини Троянд» на співоче поле.